# Kasongo
Kasongo est une localité, chef-lieu du territoire éponyme de la province du Maniema en république démocratique du Congo. Elle est la capitale historique du Sultanat d'Utetera (1860-1887), Etat du marchand d'esclave Tippo Tip.

## Géographie
Elle est située la route nationale RN2 et à l'extrémité de la route nationale RN31 à 235 km au sud du chef-lieu provincial Kindu. Elle se trouve à une dizaine de kilomètres du cours de la rivière Lualaba.
Avant le milieu du XXe siècle la route transcontinentale partant de Djouba au Soudan vers Le Cap en Afrique du Sud passait par Kasongo en venant de Bukavu, puis se dirigeait vers Kamina puis poursuivait vers Le Cap.

## Histoire
Le 17 octobre 1876, c'est la rivière Lwama que l'explorateur Stanley emprunta pour atteindre le Lualaba lors de sa traversée de l'Afrique d'Est en Ouest (de 1874 à 1877). Satisfait d'avoir trouvé le Lualaba, Stanley poursuit son expédition en passant par Kasongo (proche du village de Tubanda). Il y rencontre un groupe d'Arabes parmi lesquels se trouvait Tippo Tip, trafiquant d'esclaves et d'ivoire important. Ce dernier accepta de l'aider à poursuivre sa route vers l'endroit « où la rivière tourne une fois pour toutes vers l'est ou vers l'ouest ».
Une importante mission catholique (Tongoni-Kasongo St Charles) des Pères Blancs était édifiée à la fin du XIXe siècle sur l'emplacement de l'ancien Kasongo. C'est là que furent assassinés par Sefu bin Hamid, le 1er décembre 1892, le lieutenant Joseph Lippens et le sergent Henri-Auguste De Bruyne. Leurs tombes ornèrent le cimetière de la mission.
En 1898, lors de la révolte des Batetela une partie des combats entre les révoltés et les forces de l'EIC eurent lieu à Kasongo .
La ville et sa région payèrent un lourd tribut en nombre de morts et en destruction lors de la deuxième guerre du Congo de 1998 à 2002 .

## Administration
Chef-lieu territorial de 10 605 électeurs enrôlés pour les élections de 2018, elle a le statut de commune rurale de moins de 80 000 électeurs et  compte 7 conseillers municipaux en 2019.

## Population
Le recensement date de 1984,.
| 1984   | 2004   | 2012   |
| ------ | ------ | ------ |
| 27 138 | 47 149 | 56 877 |